# مكافحة الشغب

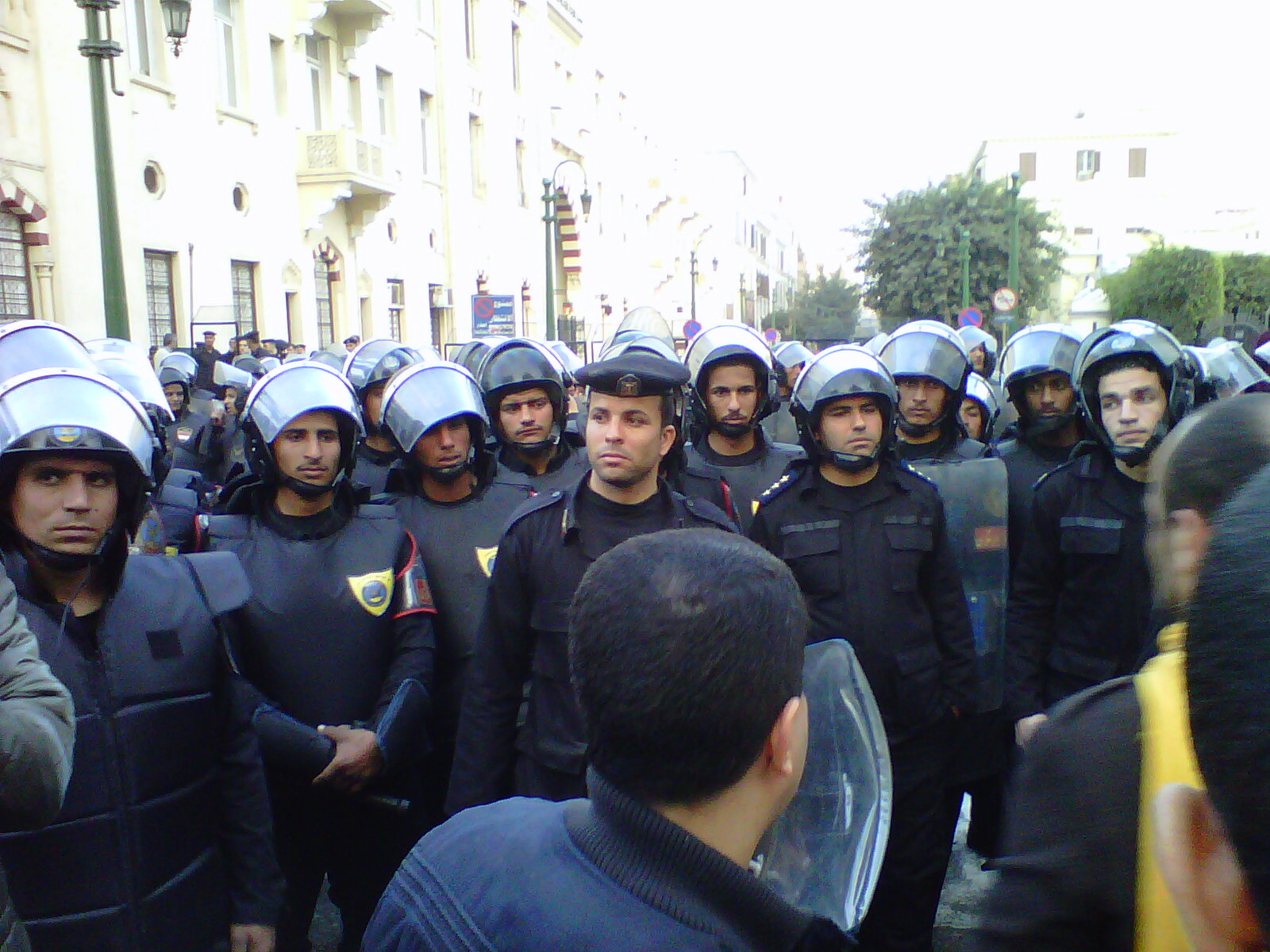
مهام مكافحة الشغب يتولاها الأمن المركزي المصري شبه العسكرية في مصر

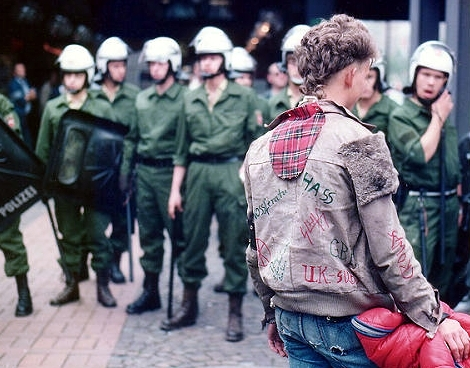

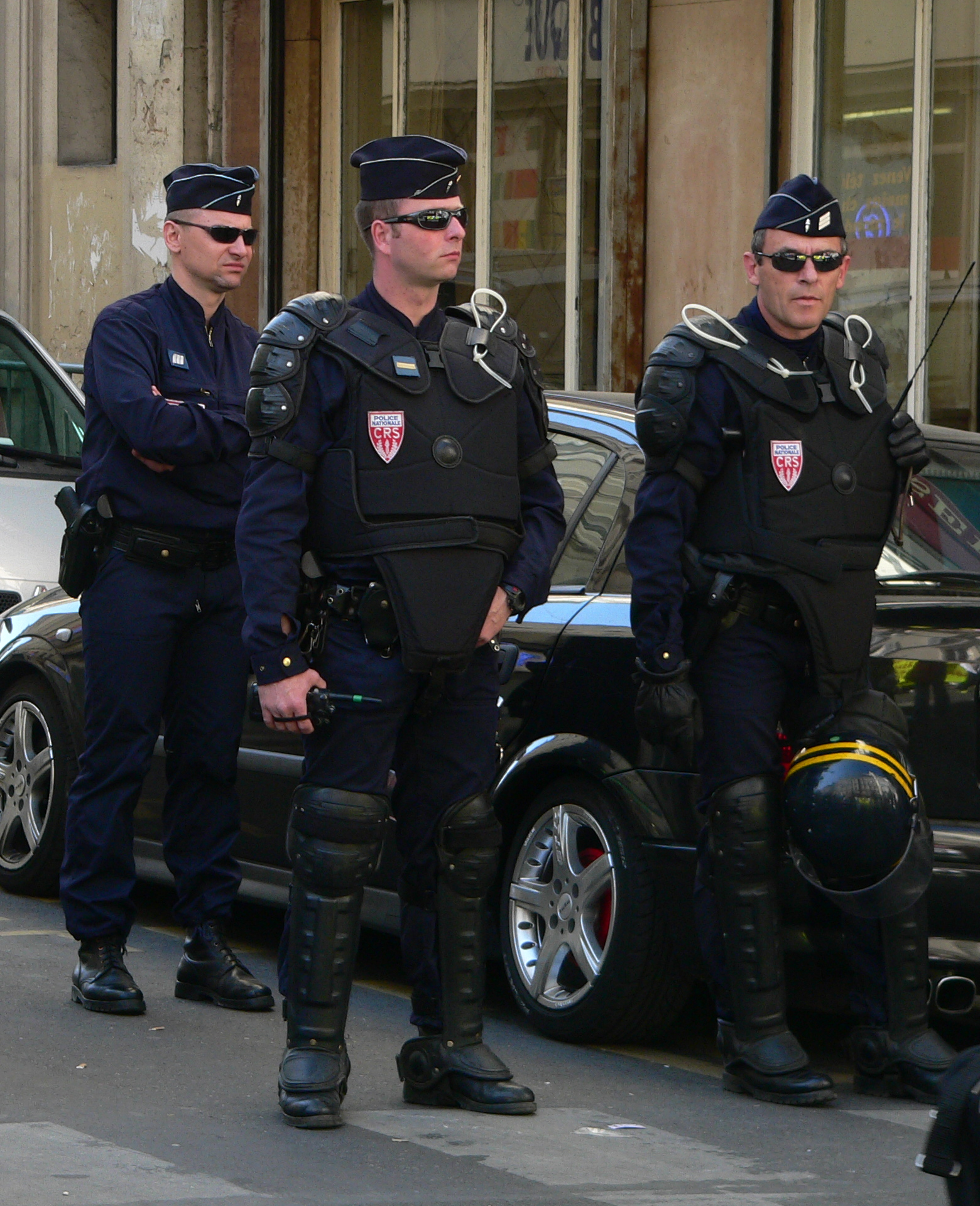
وحدة مكافحة الشغب في فرنسا

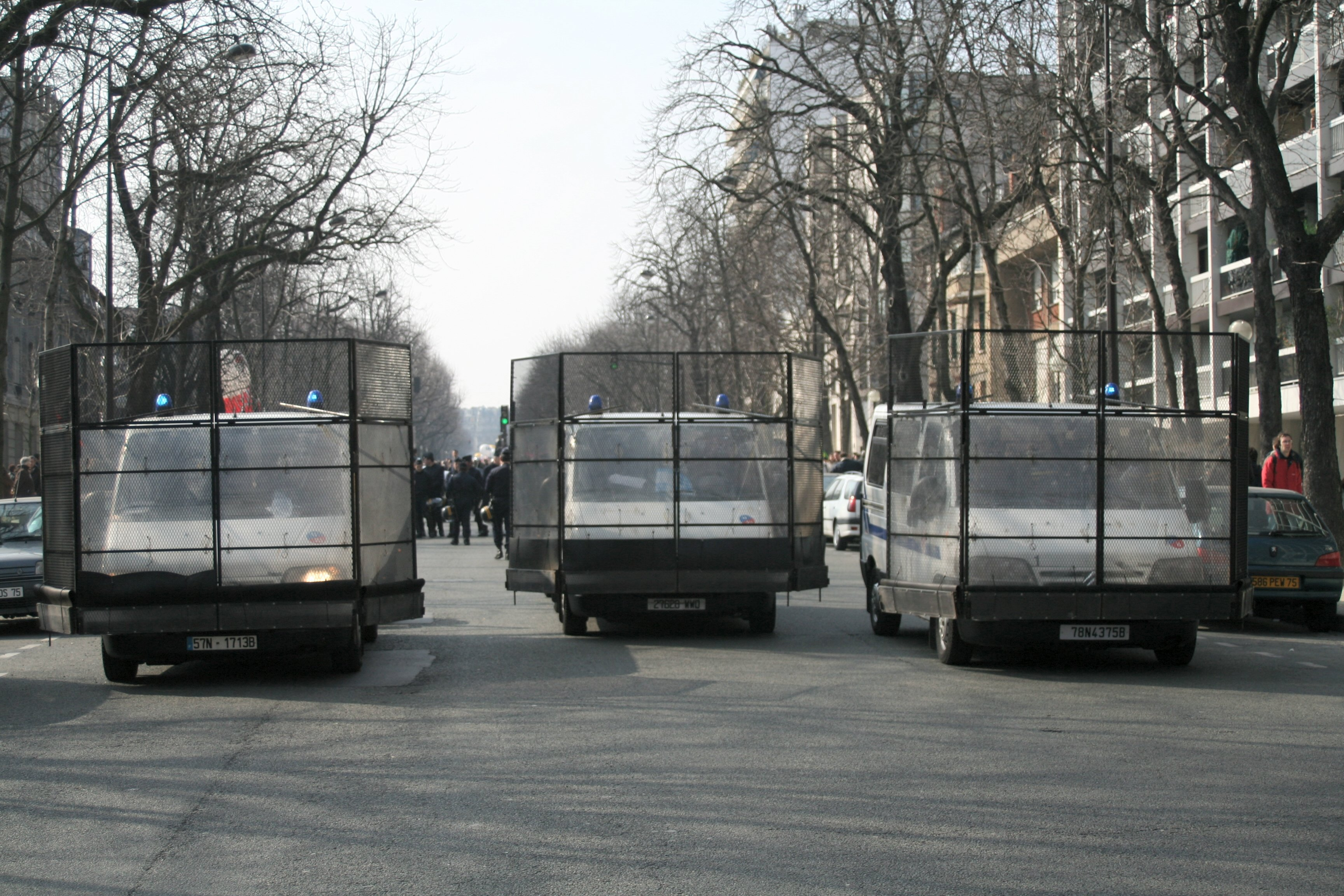
سيارات مكافحة الشغب في باريس

شرطة مكافحة الشغب هي وحدة الشرطة المدنية أو العسكرية، المتمثل دورها في السيطرة على أعمال العنف خلال المظاهرات والانتفاضات أو أعمال الشغب. واعتقال الناس الذين يشاركون في أعمال شغب، مظاهرة، أو الاحتجاج. إذا كان الشغب هو عفوي وغير عقلاني.
الإجراءات التي تجعل المتظاهرون يتوقفون؛ والتفكير للحظة واحدة (على سبيل المثال سمع أصواتا عالية أو إصدار تعليمات بلهجة هادئة) يمكن أن يكون كافيا لوقف ذلك. ومع ذلك، عادة ما تفشل هذه الأساليب عندما يكون هناك غضب شديد مع قضية مشروعة، أو تم التخطيط لشغب أو التجمع.
ضباط إنفاذ القانون أو الأفراد العسكريين استخدموا لفترة طويلة أسلحة أقل فتكا مثل الهراوات والسياط لتفريق الحشود واعتقال مثيري الشغب. منذ 1980، واستخدموا الغاز المسيل للدموع، والرصاص المطاطي، ومسدسات الصعق الكهربائي في بعض الحالات، واستخدمت أيضا فرق مكافحة الشغب خراطيم المياه، مركبات قتالية مدرعة، المراقبة الجوية، الكلاب البوليسية. هناك أيضا الحالات التي تستخدم فيها الأسلحة الفتاكة إلا لقمع عنف احتجاج أو شغب فيه جرائم قتل.
الضباط الذين يؤدون مكافحة الشغب يرتدون معدات الوقاية مثل خوذات مكافحة الشغب، أقنعة الوجه، والدروع الواقية للبدن (سترات واقية، حماة العنق، ومنصات الركبة، الخ)، والأقنعة الواقية من الغازات ودروع مكافحة الشغب.